# Fonction publique du Québec
Pour les autres articles nationaux ou selon les autres juridictions, voir fonction publique.
La fonction publique du Québec regroupe l'ensemble des fonctionnaires du Québec, c'est-à-dire 87 512 fonctionnaires en 2009-2010.

## Enjeux relatifs à la diversité
Selon un rapport de la Commission des droits de la personne et des droits de la jeunesse (CDPDJ), le gouvernement québécois a raté ses cibles quant à l'embauche de personnes issues de minorités aux termes de la Loi sur l’accès à l’égalité en emploi dans des organismes publics. Cette loi a été adoptée en l'an 2000, à une époque où un consensus s'est développé autour du fait qu'il fallait que la fonction publique québécoise cesse de projeter une image de chasse gardée des Québécois de souche issus de la Révolution tranquille. Pourtant, selon les responsables de la CDPDJ Myrlande Pierre et Philippe-André Tessier, l'idéal n'a pas atteint plus de 20 ans après l'adoption de la loi et il reste beaucoup de chemin à faire pour atteindre l'objectif d'égalité dans les organismes publics.